# Music & Me (album)
Music & Me je třetí sólové album zpěváka zpěváka Michaela Jacksona, který bylo vydáno 13. dubna 1973 u společnosti Motown.

## Seznam skladeb
1. "With a Child's Heart" (Basemore/Cosby/Moy) (originál nazpíval Stevie Wonder)
2. "Up Again" (Perren/Yarian)
3. "All the Things You Are" (Hammerstein/Kern)
4. "Happy" (skladba z filmu Lady Sings the Blues) (Legrand/Robinson)
5. "Too Young" (Lippman/Dee)
6. "Doggin' Around" (Agree) (originál nazpíval Jackie Wilson)
7. "Johnny Raven" (Page)
8. "Euphoria" (Ware/Hilliard)
9. "Morning Glow" (Schwartz)
10. "Music and Me" (Cannon/Fenceton/Larson/Marcellino)

## Singly
- "With a Child's Heart" - #50 Pop Singles; #14 Soul Singles, #23 Easy Listening (AC)